# بوغيانو
بوقيانو، هي بلدة (بلده) في مقاطعة بيستويا في منطقة توسكانا الإيطالية، وتقع على بعد حوالي 25 كيلو متر شمال غرب فلورنسا وحوالي 15 كيلو متر جنوب غرب بيستويا.

## المعالم السياحية الرئيسية
- معبد المصلوب المقدس (القرن الثامن عشر)
- معبد سانت أندريا(القرن الحادي عشر).
- معبد سان لورينزو(القرن الثالث عشر) ، أعيد صنعه في القرنين التاليين. يحتوي على برج جرس رومانسي مع نوافذ مزدوجة ، بما في ذلك الطابق السفلي لبرج من القرن الحادي عشر. يحتوي الداخل على العديد من اللوحات التي تعود إلى القرن السادس عشر وصليب من القرن الرابع عشر.
- كنيسة مادونا ديلا سالوت إي دي سان نيكولاو (القرن الحادي عشر). ويضم 12TH ال13 الرخام القرن جرن المعمودية مع أنتارسيا والبشارة 1442 من قبل بيتشي دي لورينزو .
- فيلا بيلافيستا

## مدينتان توآم
- أشيبيرغ,ألمانيا

## اشخاص
- بينيتو لورينزي (لاعب كرة قدم)
- فاسكو فيريتي (كاتب)

## روابط خارجية
- الموقع الرسمي